# Marina Alexandrowna Kiskonen
Marina Alexandrowna Kiskonen (russisch Марина Александровна Кисконен, wiss. Transliteration Marina Aleksandrovna Kiskonen, * 19. März 1994 in Weliki Nowgorod) ist eine russische Fußballspielerin. Sie steht derzeit beim FK Minsk unter Vertrag und spielte 2017 erstmals für die russische Nationalmannschaft.

## Karriere

### Vereine
Marina Kiskonen begann ihre Karriere 2011 bei FK Rossijanka. 2015 wechselte sie zu Tschertanowo Moskau. Von 2019 bis 2021 spielte sie dann im Ausland, zunächst beim finnischen Verein Kuopion PS und später bei den spanischen Vereinen Deportivo Alavés Gloriosas und Alhama CF. 2021 kehrte sie nach Russland zurück und wurde von ZSKA Moskau verpflichtet. Im Jahr 2023 wechselte sie zum FK Minsk.

### Nationalmannschaft
Kiskonen spielte zunächst für die russische U-17-Mannschaft und U-19-Mannschaft. Am 8. Juni 2017 kam sie bei einem Freundschaftsspiel gegen Serbien erstmals für die russische Nationalmannschaft zum Einsatz. Mit der Nationalmannschaft nahm sie auch an der Fußball-Europameisterschaft der Frauen 2017 teil, bei der sie in zwei Gruppenspielen eingewechselt wurde.